# August Nagel
August Nagel, född 5 juni 1882 i Pfrondorf, död 30 oktober 1943 i Stuttgart, var en tysk kamerakonstruktör och kameratillverkare. 
Nagel hade ett stort intresse för fotografi och konstruerade kameror på fritiden. Han gick i lära på en liten verktygsfabrik. 1908 grundade han tillsammans med Carl Drexler företaget Drexler & Nagel som tillverkade fotoapparater och fototillbehör. 1909 antog verksamheten Contessa-Camerawerke Stuttgart och fick exportframgångar med 23 olika modeller till försäljning. Verksamheten utvidgades till Reutlingen och Böblingen och 1919 övertogs Nettel-Camerawerke. Contessa-Nettel AG blev i sin tur en del av Zeiss Ikon i Dresden år 1926. Redan 1929 lämnade Nagel Zeiss och bildade Dr.-August-Nagel-Fabrik für Feinmechanik (Nagel-Werke) som blev framgångsrik och 1932 såldes till Kodak. Nagel ledde även efter Kodaks köp fabriken och utvecklingen av kameror.